# ライアン・マーフィー (競泳選手)
ライアン・マーフィー（Ryan Murphy、1995年7月2日 - ）は、アメリカ合衆国・イリノイ州シカゴ出身のアメリカ人男子競泳選手。リオデジャネイロオリンピックで100m背泳ぎ・200m背泳ぎ・400mメドレーで3冠を達成した。

## 経歴

### 2015年世界選手権
200m背泳ぎで5位。メドレーリレーで金メダル、男女混合メドレーリレーで銀メダルを獲得。

### 2016年リオデジャネイロオリンピック
100m背泳ぎ・200m背泳ぎで2冠を達成。これは2004年アテネオリンピックでアーロン・ピアソルが達成して以来12年ぶりのことだった。メドレーリレーでは第1泳者を務め、アメリカの9連覇に貢献した。

### 2020年東京オリンピック
100m背泳ぎで銅メダル、200m背泳ぎで銀メダル、400mメドレーリレーで金メダル、計3つのメダルを獲得した。

### 2022年世界水泳選手権
200m背泳ぎで金メダル、100m背泳ぎで銀メダル、混合400mメドレーリレーで金メダルを獲得した。

## 自己ベスト
- 50m背泳ぎ　24秒24
- 100m背泳ぎ　51秒85（世界記録）
- 200m背泳ぎ　1分53秒57

参照